# Šiluva
 Šiluva est un bourg (lituanien : miestelis) situé dans l'apskritis de Kaunas dans la région de Samogitie en Lituanie.
C’est un lieu de pèlerinage catholique. On y trouve une basilique et une chapelle dédiées à Notre-Dame de Šiluva.

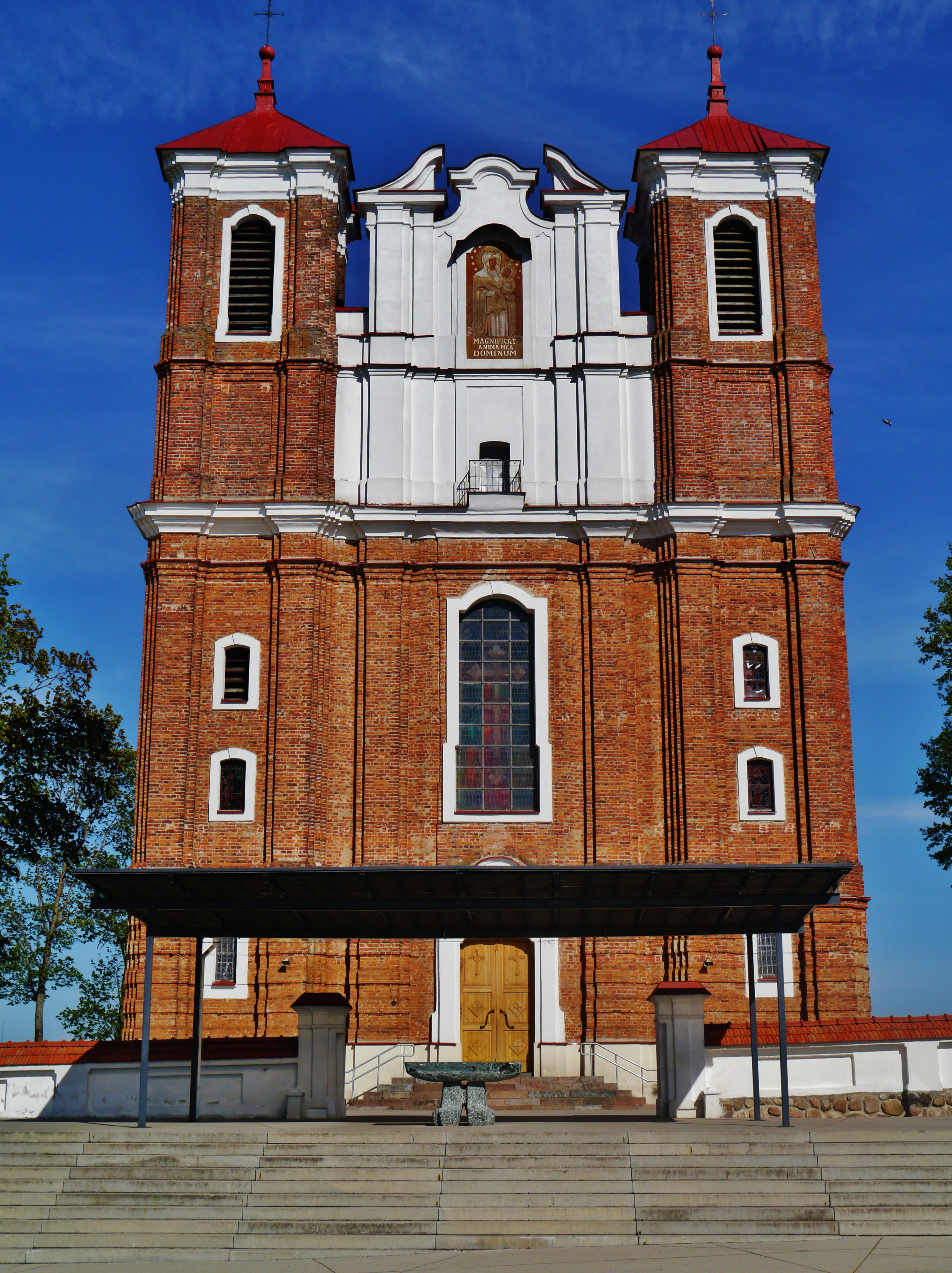
Basilique de la Nativité de la Vierge
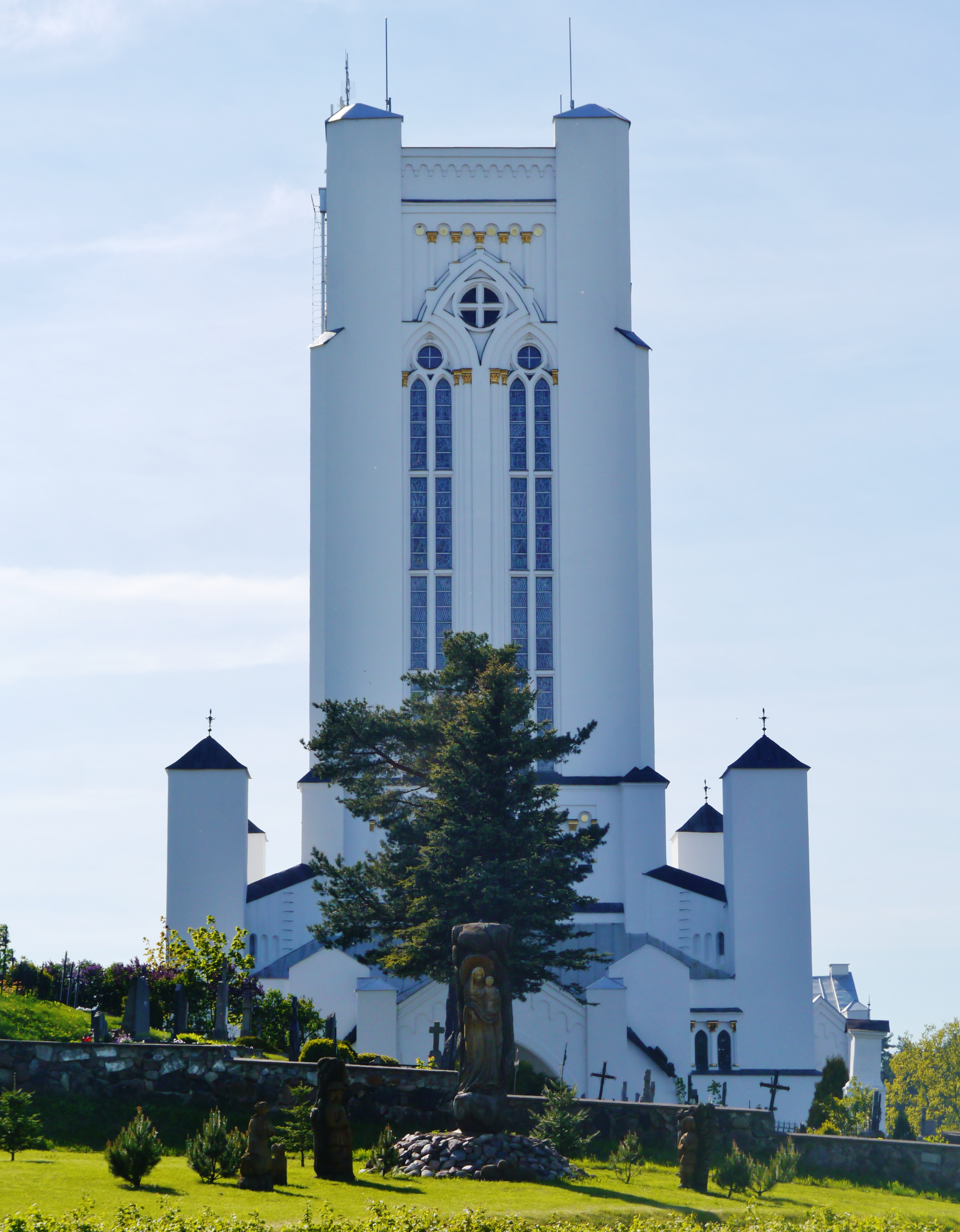
Chapelle de l'apparition de la Vierge